# Sol de Poniente
Los edificios Sol de Poniente son dos rascacielos de 33 y 28 plantas ubicadas en Benidorm (Alicante), de 112 metros y 93 metros de altura. Sol de Poniente 2 es la más alta del conjunto, con 5 plantas más, si bien a lo lejos parecen casi gemelas, debido a que su hermana está situada en un promontorio.  
Poseen 180 grados de vistas al tener una fachada semicircular, realizada en piedra arenisca. La parte trasera, como es habitual en Benidorm, da al Norte. Las dos torres se sitúan a 300 metros de la Playa de Poniente, en la Via Parque, y los apartamentos son de 1, 2 o 3 dormitorios.
Cada una de las plantas tipo tiene siete apartamentos, cuatro de un dormitorio, dos de dos dormitorios y uno de tres dormitorios. Estos están organizados de manera que todos los salones tienen vistas al mar, las terrazas sobresalen del núcleo del edificio y con la distinta orientación se consigue más privacidad.

## Galería

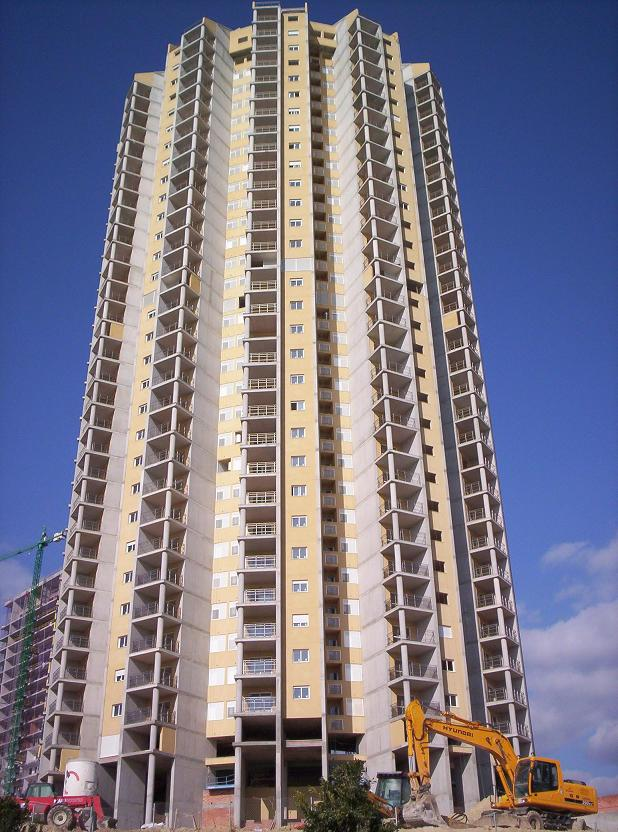
Parte delantera
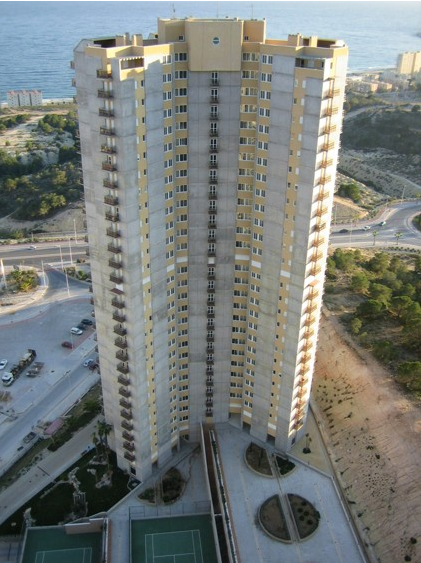
Fachada trasera
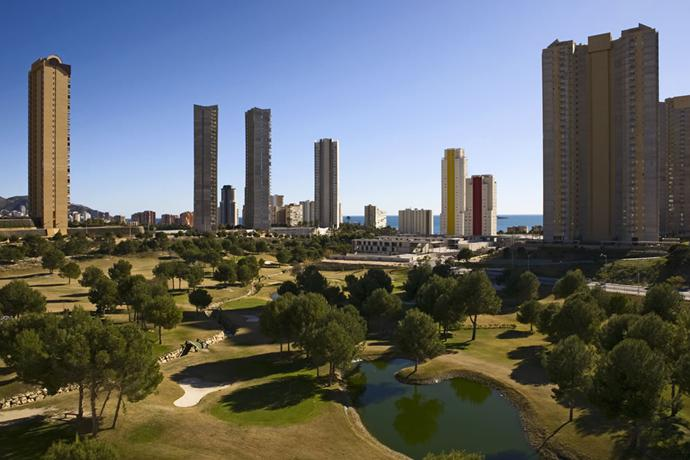
Entorno
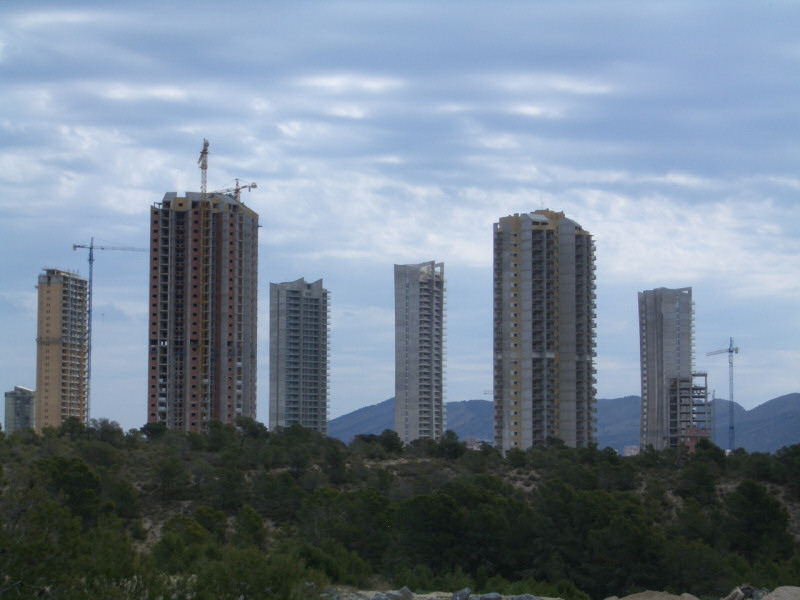
En construcción